# Phreatia millikenii
Phreatia millikenii är en orkidéart som beskrevs av Paul Ormerod. Phreatia millikenii ingår i släktet Phreatia och familjen orkidéer.
Artens utbredningsområde är Sulawesi. Inga underarter finns listade i Catalogue of Life.